# Lucasfilm Games
Lucasfilm Games (mezi lety 1990 a 2021 známé jako LucasArts) je americká videoherní licenční společnost, jejíž mateřskou společností je Lucasfilm. V květnu 1982 ji založil George Lucas pod názvem LucasArts jako vývojářskou firmu.
Mezi první vydané hry patří Ballblazer a Rescue on Fractalus!, která používá unikátní fraktálovou grafiku pro zobrazování cizí planety. Obě hry vznikly původně na 8bitovém Atari 800 a byly později portovány na mnoho platforem. Další dvě hry z tohoto období firmy z roku 1985 jsou Koronis Rift a The Eidolon.
V dalších letech firma prodává hry jako Maniac Mansion, Loom, The Secret of Monkey Island a Indiana Jones and the Fate of Atlantis založené na systému SCUMM. Poslední takovou byl třetí díl série Monkey Island s názvem The Curse of Monkey Island. S Grim Fandango se objevil i nový herní engine zvaný GrimE.
Za dobu svého působení si společnost LucasArts vypracovala pověst producenta, který vydá ročně pouze 1–3 tituly, které ovšem vždy získávají vysoce nadprůměrné hodnocení.

## Vydané hry
Adventury
- Labyrinth – 1986
- Maniac Mansion – 1987
- Zak McKracken and the Alien Mindbenders – 1988
- Indiana Jones and the Last Crusade – 1989
- Loom – 1990
- The Secret of Monkey Island – 1990
- Monkey Island 2: LeChuck's Revenge – 1991
- Indiana Jones and the Fate of Atlantis – 1992
- Day of the Tentacle – 1993
- Sam & Max Hit the Road – 1993
- Full Throttle – 1995
- The Dig – 1995
- The Curse of Monkey Island – 1997
- Grim Fandango – 1998
- Escape from Monkey Island – 2000

Vojenské simulátory
- PHM Pegasus – 1986
- Strike Fleet – 1986
- Battlehawks 1942 – 1988
- Their Finest Hour: The Battle of Britain – 1989
- Secret Weapons of the Luftwaffe – 1991
- X-Wing
- TIE Fighter
- Rebel Assault

FPS
- Star Wars: Dark Forces – 1995
- Outlaws – 1997
- Jedi Knight: Dark Forces II – 1997 + Datadisk Mysteries Of The Sith - 1998
- Star Wars: Jedi Knight II: Jedi Outcast – 2002
- Star Wars: Jedi Knight: Jedi Academy – 2003
- Star Wars Battlefront
- Star Wars Battlefront 2
- Star Wars Battlefront 3

## Lidé v LucasArts
Seznam bývalých, či současných zaměstnanců v LucasArts:
- George Lucas – zakladatel společnosti
- Ron Gilbert – (1983–1992) programátor, grafik, vedoucí projektů
- Tim Schafer – (1989–2000) programátor, vedoucí projektů
- Shelley Day – (1957–1992) produkční
- Dave Grossman – programátor, grafik
- Jonathan Ackley
- Larry Ahern
- Michael Land – (1990–?) hudebník
- Sean Clark – (1990 – 2002) programátor, vedoucí projektů
- Michael Stemmle – (1990 – 2004) scenárista, vedoucí projektů
- Steve Purcell – scenárista, ilustrátor